# William Dean Singleton
William Dean Singleton (* 1. August 1951 in Graham, Texas) ist der Gründer, Geschäftsführer und stellvertretende Aufsichtsratsvorsitzende der MediaNews Gruppe, dem viertgrößten Zeitungsverlag der Vereinigten Staaten. Singleton ist auch Vorsitzender der Newspaper Association of America (NAA), dem Verband der Zeitungsverleger in den USA.

## Leben
Bereits als 15-Jähriger begann Singleton für eine Regionalzeitung journalistisch tätig zu werden. Nach dem Verlassen des Colleges gründete er eine eigene Wochenzeitung. Er begann für den texanischen Finanzinvestor Joe Albritton zu arbeiten. Mit 27 Jahren wurde er Präsident von dessen Zeitungssparte, Albritton Communications. 1977 war Singleton mit der Fusion mehrerer Tageszeitungsgruppen für Albritton Communications beauftragt. Im selben Jahr lernte er Richard B. Scudder kennen, mit dem er ab 1983 zusammenarbeitete. Aus dieser Zusammenarbeit heraus entwickelte sich 1985 die MediaNews-Gruppe.
| Personendaten    | Personendaten                                                        |
| ---------------- | -------------------------------------------------------------------- |
| NAME             | Singleton, William Dean                                              |
| KURZBESCHREIBUNG | US-amerikanischer Verleger, Gründer und Inhaber der MediaNews Gruppe |
| GEBURTSDATUM     | 1. August 1951                                                       |
| GEBURTSORT       | Graham (Texas)                                                       |